# Zlatare
Zlatare (Servisch cyrillisch Златаре) is een plaats in de Servische gemeente Novi Pazar. De plaats telt 12 inwoners (2002).